# تمارا الزين
تمارا الزين هي وزيرة البيئة في حكومة نواف سلام اللبنانية. تُعتبر من أبرز الشخصيات العلمية في لبنان. جمعت الزين بين التفوق الأكاديمي والإسهامات المميزة في تطوير البحث العلمي، وشغلت منصب الأمينة العامة للمجلس الوطني للبحوث العلمية في لبنان، لتصبح بذلك أول امرأة تتولى هذا المنصب منذ تأسيس المجلس عام 1962. دورها القيادي لم يقتصر على لبنان فقط، بل امتد ليشمل محافل دولية مرموقة. وفي فبراير 2025 عُينت وزيرة البيئة في الحكومة اللبنانية الجديدة.

## نشاطها العلمي
تُعتبر تمارا الزين إحدى الشخصيات البارزة في مجال البحث العلمي في لبنان والعالم العربي، وقد تميزت بإسهاماتها الكبيرة في تطوير العلوم والبحث العلمي على المستويين المحلي والدولي. حصلت على درجة الدكتوراه في الكيمياء الفيزيائية من جامعة الألزاس، مع تركيز خاص على فيزياء المواد وتكنولوجيا النانو. وبعد ذلك عملت لمدة عشر سنوات كأستاذة جامعية وباحثة متفرغة في فرنسا. في عام 2022، انتُخبت أمينة عامة للمجلس الوطني للبحوث العلمية في لبنان. وقد ساهمت بشكل فعال في تعزيز مكانة البحث العلمي في لبنان من خلال وضع سياسات مستدامة وتشجيع التعاون الأكاديمي بين المؤسسات البحثية.
وحققت الزين إنجازات مميزة في مجال الأبحاث العلمية، مما أهلها للحصول على جائزة "لوريال-اليونسكو للنساء في العلوم" في عام 2017. كما انتُخبت في عام 2023 رئيسة للجنة العلوم في مؤتمر اليونسكو العام، لتصبح أول لبنانية تتولى هذا المنصب. وضمن جهودها الدولية، عملت على دعم المبادرات العلمية وتعزيز المساواة في قطاع العلوم، مشددة على دمج قضايا البيئة والمساواة بين الجنسين في التعامل مع الطوارئ الإنسانية في لبنان. تواصل تقديم نموذج ملهم للنساء في مجال العلوم، من خلال توجيهها الجهود نحو تعزيز دور النساء في العلوم والتكنولوجيا، مع إيمان راسخ بأن البحث العلمي هو أداة أساسية لتحقيق التنمية الوطنية والتغيير الإيجابي في لبنان والعالم العربي. وفي 8 فبراير 2025 عُينت وزيرة البيئة في الحكومة اللبنانية عام 2025.

## أنظر أيضًا
- مجلس الوزراء اللبناني
- نواف سلام
- تكنوقراطية

## روابط خارجية
موقع مجلس الوزراء اللبناني